# کوسکوس روتشیلد
کوسکوس روتشیلد (نام علمی: Phalanger rothschildi) نام یک گونه از سرده پره‌کیسه‌دارها است.